# Fraissines
Fraissines település Franciaországban, Tarn megyében. Lakosainak száma 91 fő (2022. január 1.). Fraissines La Bastide-Solages, Brasc, Réquista, Cadix és Trébas községekkel határos.

## Népesség
A település népességének változása:
| Lakosok száma | 93   | 92   | 95   | 93   | 93   | 93   | 93   | 92   | 91   |
|               | 2013 | 2015 | 2016 | 2017 | 2018 | 2019 | 2020 | 2021 | 2022 |